# Krvavica
Krvavica je vrsta sveže klobase, izdelana s polnitvijo govejega ali svinjskega debelega črevesa.
Krvavica je polnjena s svinjsko krvjo (od tod tudi ime), trdo slanino, z drobovjem, s svinjsko kožico, z rižem, s kašo ali z ješprenjem. 
Krvavica se lahko naredi tudi iz konjskega mesa.
Različice krvavic so boudin rouge (kreolska in kajunska), rellena ali moronga (mehiška) in sanganel (furlanska).